# 錢歌川
錢歌川（1903年—1990年10月13日），筆名味橄，號苦瓜散人，中華民國英國文學研究者、作家、教師，國立台灣大學文學院第1位到任的院長，原籍湖南湘潭，祖籍江蘇常州（武進）。

## 學歷
留學日本，得湖南省公費，入讀東京高等師範學校（后來的東京教育大學，現筑波大學）英文科，1926年畢業。
1936年自費留學英國3年，在倫敦大學大學學院研究。

## 經歷
曾任中華民國教育部學術審議委員會專門委員、中國駐日代表團主任秘書。

### 台灣

#### 國立臺灣大學文學院院長
1945年末，陳儀在重慶已談妥錢歌川到台灣做參議，錢被外交部派到日本工作而沒有去，在日本3個月后回到南京教育部工作。
1945年末台大文學院成立以來都是哲學系教授兼先修班主任兼校務委員林茂生代理院長，羅宗洛代理校長想請樓光來、柳無忌、沈剛伯，陳儀屬意朱光潛，只有沈答應，但沒有到任。
陸志鴻校長想請魏建功（1946年末）、顧頡剛，都被拒絕，1947年1月顧拒絕后，轉而想請錢歌川，教育部不放人。
1947年4月，經過陳儀親信范壽康疏通，錢歌川在4月19日到院長室上班（林代理院長在3月11日從家裡被帶走，永遠失蹤）。

#### 錢歌川院長的行政團隊

##### 上任初期
- 文學系主任許壽裳
- 史學系主任涂序瑄
- 哲學系主任范壽康

（先前全部都沒有主任）

##### 1947年8月1日起文學系分開后
- 中國文學系主任許壽裳
- 外國語言文學系主任饒餘威
- 史學系主任涂序瑄
- 哲學系主任范壽康

##### 1948年2月18日許壽裳主任被殺后
- 中國文學系主任喬大壯
- 外國語言文學系主任王國華
- 史學系主任涂序瑄
- 哲學系主任范壽康

#### 免兼院長行政職和反對莊長恭校長
1948年4月15日，行政院核定陸志鴻校長去職，莊長恭校長6月1日上任，錢歌川請辭院長兼職。
7月1日發新學年聘書（8月1日起聘）時，被莊校長和丁西林教務長兼文學院院長解約不續聘的文學院教員有14位，教授5位，副教授4位，講師3位，助教2位。
其中自行離職的是郭廷以（量宇）教授和李何林（竹年）副教授，張舜琴教授（羅隆基前妻）從陸校長時代就都沒有到任，不續聘的教授劉天予是陳儀垮台后轉到台大的前行政長官公署人員（劉是參議，謝是編譯館編審），不續聘的講師余敏是涂序瑄的配偶。
有1位謝康和李竹年同樣是原行政長官公署編譯館的編審，編譯館撤廢後經原館長許壽裳介紹到台大教書，許是錢東京高師的學長（先輩，許和涂是史地科），許被殺后，李在4月永遠離開台灣。
以史學系主任涂序瑄為首的多位教員7月7日在文學院集會，隨後到校長室請願。
莊校長7月8日正式發出通知：錢歌川教授免兼文學院院長，派教務長丁燮林（丁西林）教授兼文學院院長。
被解約的教員組成「國立臺灣大學解約返鄉教授聯誼會」，7月8日起到處請願，4位代表7月12日在台北市中山堂舉行記者招待會。
7月19日在中山堂開談話會，8位代表會後坐在莊校長宿舍前請願4小時。
錢院長東京高師的同學，九州帝國大學畢業的塗前主任是主要的請願代表，開記者會，向莊校長、台灣省政府主席魏道明；中華民國教育部部長朱家驊請願。
1948年8月1日莊長恭校長第1次請辭，離開台灣，教務長兼文學院院長丁燮林代理校長。
8月中旬丁西林教務長兼文學院院長說要到青島處理事務，從此永遠離開台灣，醫學院院長杜聰明兼教務長代理校長。
8月29日莊校長被慰留，帶新任教務長盧恩緒、新任史學系教授兼文學院院長沈剛伯、新任哲學系教授兼主任方東美回到台灣。
文學院各系的主任到這時4個換了3個（中文系喬大壯主任在莊校長上任前就以渡假名義離開台灣，7月3日自殺死了，8月1日丁教務長兼文學院院長聘臺靜農接主任，史學系在涂序瑄主任不續聘后由文學院院長兼主任，原哲學系主任是范壽康）
莊校長任內，還有署名「護校委員會」的〈告全國人士書〉指控莊校長8大罪狀。錢歌川回憶錄《苦瓜散人自傳》說這張傳單就是他舉出8大罪狀印發的。
12月7日莊校長將校長職務交給醫學院院長杜聰明代理，永遠離開台灣。

#### 離開台大
1950年7月錢歌川約滿后，不再被傅斯年校長續聘。錢歌川在回憶錄說是莊前校長建議傅校長把他踢走。傅斯年在1950年做了很大幅度的整頓，錢等文學院教員的不續約是其中1項。
錢歌川離開台大後，轉到台南工學院（現在成功大學，1950年到1957年）、高雄醫學院（現在高雄醫學大學）、海軍軍官學校、陸軍軍官學校等校教英文。

### 新加坡
1964年至新加坡工作，在鶴佬人辦的義安學院（潮汕古稱義安）教中文。
1967年轉職新加坡大學。
1974年到南洋大學。

### 美國
1975年退休後到美國養老，1990年因肺炎於紐約病逝。